# Sing Your Life
Sing Your Life è un brano del cantante inglese Morrissey.
Secondo ed ultimo singolo tratto dall'album Kill Uncle, il disco venne pubblicato il 1º aprile del 1991 dalla HMV Records e raggiunse la posizione numero 33 della Official Singles Chart, la più bassa di tutta la sua carriera solista.

## Realizzazione
Scritto assieme a Mark Nevin e prodotto da Clive Langer ed Alan Winstanley, il singolo contiene, tra le b-sides, anche la cover di That's Entertainment dei The Jam, che vede la presenza ai cori di Chas Smash (alias Carl Smyth), seconda voce dei Madness. "Si trattava di una versione completamente inutile." dichiarò poi Morrissey, intervistato da Slitz, nel settembre del 1992 "Volevo renderla diversa da quella originale, ma forse non avrei dovuto provare. L'originale è un classico e Paul Weller, quando vuole esserlo, è un genio. Spero di poter registrare, assieme a Paul, un duetto. Ma non so ancora quale sarà la canzone."
La copertina ritrae una foto di Morrissey, realizzata da Pennie Smith. Il videoclip promozionale, diretto da Tim Broad, mostra Morrissey e la band esibirsi su un palco, mentre una piccola folla (in cui si può riconoscere Chrissie Hynde, cantante dei Pretenders ed amica personale di Morrissey) balla al ritmo della musica.

## Tracce
- UK 7"

1. Sing Your Life - 3:25
2. That's Entertainment - 3:54

- UK 12" / CDs

1. Sing Your Life - 3:25
2. That's Entertainment - 3:54
3. The Loop - 4:15

## Formazione
- Morrissey – voce
- Jonny Bridgwood - basso
- Mark Bedford - basso
- Mark E. Nevin - chitarra
- Boz Boorer - chitarra
- Andrew Paresi - batteria
- Alain Whyte - armonica a bocca